# Contea di Zhouning
La contea di Zhouning (周宁县S, Zhōuníng XiànP) è una contea della Cina, situata nella provincia del Fujian.